# Llista d'escultures urbanes d'Oviedo
El paisatge urbà d'Oviedo, es veu adornat per més d'un centenar d'obres escultòriques, generalment monuments commemoratius dedicats a personatges d'especial rellevància en un primer moment, i més purament artístiques des de finals del segle xx.
| Títol                                                        | Descripció | Autor/Data                                                   | Material                                               | Localització | Codi | Imatge |
| ------------------------------------------------------------ | --- | ------------------------------------------------------------ | ------------------------------------------------------ | --- | ---- | --- |
| La Pixarra                                                   | L'escultura en honor d'Emilia García Fernández, "La Pixarra" seguidora de l'equip de futbol Real Oviedo, des del moment de la seva fundació. | Agüeria 1995                                                 | bronze i pedra                                         | Camp de futbol “La Pixarra” (Santa Marina de pedramuelle) 43° 20′ 52″ N, 5° 53′ 23″ O / 43.347915°N,5.889744°O                                            |      | La Pixarra · Vegeu més fotos d'aquesta obra · Carregueu una nova foto d'aquesta obra                                          |
| Monumento a Campomanes                                       | Es va erigir per commemorar el bicentenari de la mort de Pedro Rodríguez de Campomanes, primer Comte de Campomanes. | Amado González Hevia 2002                                    | bronze i silici                                        | carrer Campomanes 43° 21′ 32″ N, 5° 50′ 41″ O / 43.358929°N,5.844858°O                                                                                    |      | Monumento a Campomanes · Vegeu més fotos d'aquesta obra · Carregueu una nova foto d'aquesta obra                              |
| Vendedoras del Fontán                                        | Composició inspirada en una antiga fotografia d'Adolfo López Armán, mostra les de dones que pujaven des de Faro a Oviedo per vendre els típics productes de ceràmica realitzats a la terrisseria familiar. | Amado González Hevia 1996                                    | bronze                                                 | plaça Daoíz Velarde 43° 21′ 34″ N, 5° 50′ 45″ O / 43.359479°N,5.845848°O                                                                                  |      | Vendedoras del Fontán · Vegeu més fotos d'aquesta obra · Carregueu una nova foto d'aquesta obra                               |
| Santa Eulalia de Mérida                                      | Favila, va prendre com a model la talla de la santa, patrona de la diòcesi d'Oviedo, des de 1639. | Amado González Hevia 1994                                    | bronze                                                 | carrer Santa Eulalia de Mérida 43° 21′ 34″ N, 5° 51′ 45″ O / 43.359412°N,5.862478°O                                                                       |      | Santa Eulalia de Mérida · Carregueu una nova foto d'aquesta obra                                                              |
| Monumento a Alejandro Casona                                 | Bust, signat per l'autor, amb el qual es tracta de recordar dramaturg Alejandro Rodríguez Álvarez, conegut com Alejandro Casona. | Amado González Hevia 1996                                    | bronze                                                 | carrer Alejandro Casona 43° 21′ 45″ N, 5° 51′ 56″ O / 43.362474°N,5.865446°O                                                                              |      | Monument a Alejandro Casona · Vegeu més fotos d'aquesta obra · Carregueu una nova foto d'aquesta obra                         |
| Citando a L.C.                                               | Monòlit d'estil constructivista. | Amador Rodríguez 1988                                        | granit                                                 | carrer Julián Clavería, davant la façana principal de la Facultat de Químiques 43° 21′ 19″ N, 5° 52′ 10″ O / 43.355312°N,5.869529°O                       |      | Carregueu una nova foto d'aquesta obra                                                                                        |
| Samuel Sánchez                                               | Obra que la constructora Sacyr, va donar a l'Ajuntament d'Oviedo, en homenatge al ciclista Samuel Sánchez González | Antonio Diego Granado 2010                                   | bronze                                                 | carrer Samuel Sánchez 43° 21′ 48″ N, 5° 51′ 36″ O / 43.363460°N,5.859923°O                                                                                |      | Samuel Sánchez · Vegeu més fotos d'aquesta obra · Carregueu una nova foto d'aquesta obra                                      |
| León                                                         | L'obra original ornamentava la font que hi havia a la principal plaça de la ciutat, en 1804. A mitjan segle xix, la font va desaparèixer i l'escultura del lleó va ser traslladada a la porta de l'Ajuntament. | Antonio Fernández, "Tonín" 1804                              | pedra                                                  | Plaça de la Constitución 43° 21′ 37″ N, 5° 50′ 40″ O / 43.360415°N,5.844582°O                                                                             |      | León · Vegeu més fotos d'aquesta obra · Carregueu una nova foto d'aquesta obra                                                |
| Placa commemorativa del Carbayón                             | La placa, vol recordar el lloc on estava situat un roure d'enorme tronc i capçada (Carbayón) que va haver de ser enderrocat a 1879. L'Ajuntament d'Oviedo va decidir a 1949 col·locar la placa. | Ajuntament d'Oviedo 1949                                     | metall                                                 | En la vorera, a la altura del nº 4 del carrer Uría 43° 21′ 45″ N, 5° 50′ 55″ O / 43.362383°N,5.848725°O                                                   |      | Placa commemorativa del Carbayón · Carregueu una nova foto d'aquesta obra                                                     |
| Campana de Bochum                                            | A 1990, en celebrar el desè aniversari de l'agermanament amb Oviedo, l'Ajuntament de Bochum va donar a la ciutat d'Oviedo una gran campana. | Ajuntament de Bochum 1990                                    | bronze                                                 | Plaça de la Gesta, 43° 21′ 32″ N, 5° 51′ 13″ O / 43.358885°N,5.853498°O                                                                                   |      | Campana de Bochum · Vegeu més fotos d'aquesta obra · Carregueu una nova foto d'aquesta obra                                   |
| Naturalezas                                                  | Consisteix en un mig arc format per set dovelles, que aconsegueix sostenir i alhora completar, la inclinació que de manera natural presentava un arbre, que queia sobre el camí destinat als vianants del jardí. | Benjamín Menéndez Navarro 2006                               | pedra                                                  | Campo de San Francisco 43° 21′ 44″ N, 5° 51′ 04″ O / 43.362234°N,5.851124°O                                                                               |      | Carregueu una nova foto d'aquesta obra                                                                                        |
| Lápida a Ramón Pérez de Ayala                                | La placa es va col·locar com a part dels actes de la celebració del centenari del naixement de l'escriptor, que tenia lloc l'any 1980. | Belarmino Cabal 1980                                         | pedra                                                  | Carrer Campomanes 14 43° 21′ 33″ N, 5° 50′ 46″ O / 43.359056°N,5.846044°O                                                                                 |      | Lápida a Ramón Pérez de Ayala · Carregueu una nova foto d'aquesta obra                                                        |
| Santiago Apóstol                                             | L'obra tracta de simbolitzar les arrels cristianes del Principat d'Astúries. A la base es pot veure una placa explicativa en la qual s'informa de la instal·lació de l'escultura com a part dels esdeveniments de la celebració de l'Any Sant Compostel·là. | artesà gallec 2010                                           | granit                                                 | Exterior de l'església de La Manjoya, dedicada a Sant Jaume Apòstol Pelegrí 43° 20′ 48″ N, 5° 50′ 44″ O / 43.346690°N,5.845470°O                          |      | Santiago Apóstol · Vegeu més fotos d'aquesta obra · Carregueu una nova foto d'aquesta obra                                    |
| La bella Lola                                                | És una rèplica d'una altra d'instal·lada al passeig marítim de Torrevella, Alacant. | Carmen Fraile 2009                                           | pedra                                                  | Interior de la plaça del Fontán. 43° 21′ 35″ N, 5° 50′ 46″ O / 43.359743°N,5.846005°O                                                                     |      | La bella Lola · Vegeu més fotos d'aquesta obra · Carregueu una nova foto d'aquesta obra                                       |
| Llama Olímpica                                               | La idea emprada per l'autor per crear "Llama olímpica" és una idea anterior que va utilitzar i va plasmar en una escultura titulada "garabato de fuego". | César Montaña 1975-1977                                      | bronze                                                 | front el Palau dels Esports, barri de Ventanielles 43° 22′ 02″ N, 5° 49′ 56″ O / 43.367261°N,5.832153°O                                                   |      | Llama Olímpica · Vegeu més fotos d'aquesta obra · Carregueu una nova foto d'aquesta obra                                      |
| Estàtua de Fernando Valdés Salas                             | Dedicada a l'impulsor de la creació de la Universitat d'Oviedo. | Cipriano Folgueras Doiztúa 1908                              | metall                                                 | Claustre de la Universitat, carrer San Francisco 43° 21′ 42″ N, 5° 50′ 47″ O / 43.361629°N,5.846309°O                                                     |      | Estàtua de Fernando Valdés Salas · Carregueu una nova foto d'aquesta obra                                                     |
| Busto del Padre Vinjoy                                       | El Pare Vinjoy, va ser sagristà major de la Catedral, i fundador d'un asil d'orfes, traslladat a principis del segle XX a l'edifici del Crist. El bust va ser traslladat l'any 2000, com les instal·lacions de l'asil a l'Avinguda dels Monuments, al costat de Naranco. | Covadonga Romero Rodríguez 1950                              | bronze                                                 | Avinguda Monumentos (Naranco) 43° 22′ 22″ N, 5° 51′ 46″ O / 43.372785°N,5.862766°O                                                                        |      | Busto del Padre Vinjoy · Vegeu més fotos d'aquesta obra · Carregueu una nova foto d'aquesta obra                              |
| Vaca biológica                                               | | Cuco Suárez 2003                                             | fibra òptica i metacrilat                              | Parque de Invierno, front el "Palacio de los Niños". 43° 21′ 07″ N, 5° 51′ 08″ O / 43.351885°N,5.852139°O                                                 |      | Vaca biológica · Vegeu més fotos d'aquesta obra · Carregueu una nova foto d'aquesta obra                                      |
| Culis monumentalibus                                         | El títol va ser pres per Úrculo a partir d'un article de Camilo José Cela, publicat a 1977, en el qual fa esment de la "passió" de Úrculo de pintar culs. | Eduardo Úrculo 2001                                          | bronze embetunat en negre (figura) i granit (pedestal) | Carrer Pelayo. 43° 21′ 46″ N, 5° 50′ 53″ O / 43.362741°N,5.848192°O                                                                                       |      | Culis monumentalibus · Vegeu més fotos d'aquesta obra · Carregueu una nova foto d'aquesta obra                                |
| Los libros que nos unen, homenaje a Emilio Alarcos           | Es tracta d'una escultura homenatge a Emilio Alarcos Llorach (Salamanca, 22 d'abril de 1922 - Oviedo, 26 de gener de 1998), filòleg espanyol, catedràtic emèrit de la Universitat d'Oviedo i membre de la Reial Acadèmia Espanyola i de la Acadèmia de la Llengua Asturiana | Eduardo Úrculo 1999                                          | bronze                                                 | Carrer Emilio Alarcos Llorach. 43° 22′ 04″ N, 5° 50′ 32″ O / 43.367813°N,5.842120°O                                                                       |      | Los libros nos unen · Vegeu més fotos d'aquesta obra · Carregueu una nova foto d'aquesta obra                                 |
| El regreso de Williams B. Arrensberg                         | Aquesta escultura és coneguda popularment com "El viatger", ja que representa la figura d'un viatger. | Eduardo Úrculo 1993                                          | bronze                                                 | Plaça Porlier 43° 21′ 44″ N, 5° 50′ 45″ O / 43.362293°N,5.845871°O                                                                                        |      | El regreso de Williams B. Arrensberg · Vegeu més fotos d'aquesta obra · Carregueu una nova foto d'aquesta obra                |
| La Paz                                                       | El conjunt escultòric està format per una piràmide constituïda per plaques de vius colors (blau, groc i vermell), que descansen en una base hexagonal que s'utilitza com a banc. | Emilio García "Escotet" 1995                                 | formigó                                                | Carrer Tigre Juan del barrio de La Carisa. 43° 23′ 06″ N, 5° 48′ 58″ O / 43.385031°N,5.816160°O                                                           |      | La Paz · Carregueu una nova foto d'aquesta obra                                                                               |
| San Francisco de Asís                                        | L'obra presenta el sant descalç, amb sòbria vestimenta i ocultant les seves mans sota les mànigues | Enrique del Fresno Guisasola 1949                            | pedra                                                  | Campo de San Francisco 43° 21′ 42″ N, 5° 51′ 00″ O / 43.361752°N,5.849925°O                                                                               |      | San Francisco de Asís · Vegeu més fotos d'aquesta obra · Carregueu una nova foto d'aquesta obra                               |
| Afrodita II                                                  | Es tracta d'una escultura amb una forta càrrega eròtica i sensual, amb què es pretén, en opinió d'Adolfo Casaprima, "oferir un homenatge al nu femení" | Esperanza D'Ors 1996                                         | bronze                                                 | Plaça de la Paz 43° 21′ 24″ N, 5° 51′ 27″ O / 43.356669°N,5.857453°O                                                                                      |      | Afrodita II · Carregueu una nova foto d'aquesta obra                                                                          |
| Monumento a la Concordia                                     | El conjunt representa tres homes i tres dones, nus, unes figures humanes mostrades sense elements distintius entre ells, formant així cossos andrògins, però col·locats per parelles | Esperanza D'Ors 1997                                         | bronze                                                 | Plaça Carbayón 43° 21′ 47″ N, 5° 50′ 49″ O / 43.363003°N,5.846890°O                                                                                       |      | Monumento a la Concordia · Vegeu més fotos d'aquesta obra · Carregueu una nova foto d'aquesta obra                            |
| Estructura                                                   | L'escultura, es una estructura metàl·lica en espiral, que ofereix unes sensacions visuals pel joc de llums i ombres. | Eusebio Sempere 1982                                         | metall                                                 | Seu del Banco de España (c/ Conde de Toreno) 43° 21′ 45″ N, 5° 51′ 09″ O / 43.362626°N,5.852386°O                                                         |      | Estructura · Carregueu una nova foto d'aquesta obra                                                                           |
| Estructura                                                   | Es tracta d'una composició de formes geométriques que tracta de plasmar la interacció de les estructures que fonamenten les reformes que es dugueren a terme en la plaça on s'ubica. | Eusebio Sempere 1982                                         | formigó i acer                                         | Plaça General Primo de Rivera 43° 22′ 02″ N, 5° 51′ 02″ O / 43.367195°N,5.850445°O                                                                        |      | Estructura · Carregueu una nova foto d'aquesta obra                                                                           |
| Relieves del Instituto Nacional de Previsión                 | Les figures presenten unes línies geomètriques poscubistes. | Faustino Goico-Aguirre 1936                                  | pedra calcària                                         | Plaça Carbayón 43° 21′ 47″ N, 5° 50′ 48″ O / 43.363151°N,5.846708°O                                                                                       |      | Relieves del Instituto Nacional de Previsión · Carregueu una nova foto d'aquesta obra                                         |
| Alexander Fleming                                            | Es tracta d'un conjunt format per un muret de maó que es tanca amb una reixa de ferro colat, presidit pel bust llaurat en pedra d'aquest important metge investigador. | Félix Alonso Arena 1972                                      | pedra                                                  | Entrada al llogaret de Vallín. 43° 21′ 43″ N, 5° 46′ 59″ O / 43.361819°N,5.783016°O                                                                       |      | Carregueu una nova foto d'aquesta obra                                                                                        |
| Homenaje al folklore asturiano y a Juanín de Mieres          | Es tracta d'un monument destinat a homenatjar al conjunt del folklore asturià. | Félix Alonso Arena 1999                                      | bronze                                                 | Plaça de Juanín de Mieres, La Corredoria 43° 23′ 14″ N, 5° 49′ 29″ O / 43.387205°N,5.824846°O                                                             |      | Homenaje al folklore asturiano y a Juanín de Mieres · Vegeu més fotos d'aquesta obra · Carregueu una nova foto d'aquesta obra |
| Alfonso Iglesias                                             | Es tracta d'un bust que representa a l'artista homenatjat, el dibuixant Alfonso Iglesias López de Vívigo. | Félix Alonso Arena 1986                                      | bronze                                                 | Jardins de Nuestra Señora de Covadonga (Campo de San Francisco) 43° 21′ 37″ N, 5° 50′ 59″ O / 43.360360°N,5.849861°O                                      |      | Alfonso Iglesias · Vegeu més fotos d'aquesta obra · Carregueu una nova foto d'aquesta obra                                    |
| Aída de la Fuente                                            | És una obra que es va erigir per subscripció popular, amb la finalitat de recordar la Revolució asturiana d'octubre de 1934 en la coneguda figura de Aída de la Fuente (1918 -1934), popularment anomenada «la Rosa Roja» | Félix Alonso Arena 1997                                      | bronze                                                 | Parc de San Pedro de los Arcos 43° 22′ 02″ N, 5° 51′ 27″ O / 43.367155°N,5.857540°O                                                                       |      | Aída de la Fuente · Vegeu més fotos d'aquesta obra · Carregueu una nova foto d'aquesta obra                                   |
| Maternidad                                                   | L'artista va cedir els drets a l'Ajuntament perquè pogués fer una reproducció en bronze del seu original. | Félix Alonso Arena 2003                                      | bronze                                                 | Zona verda, junt l'estany del Campo de San Francisco 43° 21′ 44″ N, 5° 50′ 59″ O / 43.362133°N,5.849689°O                                                 |      | Maternidad · Vegeu més fotos d'aquesta obra · Carregueu una nova foto d'aquesta obra                                          |
| Escultura de Paulino Vicente                                 | Es tracta d'un bust del pintor Paulino Vicente Rodríguez García,fill predilecte d'Oviedo des de 1979. | Félix Alonso Arena 1988                                      | bronze                                                 | Campo de San Francisco 43° 21′ 43″ N, 5° 51′ 00″ O / 43.361828°N,5.849949°O                                                                               |      | Paulino Vicente · Vegeu més fotos d'aquesta obra · Carregueu una nova foto d'aquesta obra                                     |
| Aprendices de la Fábrica de Trubia                           | La peça representa un jove aprenent llimant una peça que està subjecta a la taula de treball, en la qual es recolza el professor, qui està vestit amb uniforme militar, subjectant amb la mà esquerra un llibre. | Félix Alonso Arena 2001                                      | bronze                                                 | Plaça General Ordóñez (Trubia) 43° 20′ 43″ N, 5° 58′ 18″ O / 43.345235°N,5.971756°O                                                                       |      | Aprendices de la Fábrica de Armas de Trubia · Carregueu una nova foto d'aquesta obra                                          |
| Asturcón                                                     | L'obra està col·locada sobre un pedestal i representa el característic cavall d'Astúries. | Félix Alonso Arena 2003                                      | bronze                                                 | Plaça de Dolores Medio (barri de La Argañosa) 43° 21′ 48″ N, 5° 52′ 06″ O / 43.363395°N,5.868472°O                                                        |      | Asturcón · Vegeu més fotos d'aquesta obra · Carregueu una nova foto d'aquesta obra                                            |
| Puertas de madera de Las Novevades                           | Es tracta de les portes d'accés a la tancada botiga de Les Novetats. | Fernando Alba Álvarez 1973                                   | fusta                                                  | Cantó del carrer Gil de Jaz amb Ventura Rodríguez. 43° 21′ 48″ N, 5° 51′ 11″ O / 43.363415°N,5.853095°O                                                   |      | Puertas de madera de Las Novedades · Carregueu una nova foto d'aquesta obra                                                   |
| La Maternidad                                                | L'obra presenta una dona asseguda amb un nen sobre un dels seus cuixes. | Fernando Botero 1989 inaugurada al 1996                      | bronze                                                 | Plaça Escandalera 43° 21′ 43″ N, 5° 50′ 52″ O / 43.361946°N,5.847793°O                                                                                    |      | La Maternidad · Vegeu més fotos d'aquesta obra · Carregueu una nova foto d'aquesta obra                                       |
| Monumento a los Defensores Caídos                            | L'escultura, composta per una figura metàl·lica d'un Àngel de la Fe, amb un palmell de martiri a les mans, presenta una inscripció al·lusiva en llatí, col·locada a la peanya de pedra, sobre la qual està la metàl·lica figura. | Fernando Cruz Solís 1964                                     | metall                                                 | Façana del temple de Sant Francesc d'Assís (Plaça de la Gesta) 43° 21′ 27″ N, 5° 51′ 07″ O / 43.357455°N,5.851986°O                                       |      | Monumento a los Defensores · Vegeu més fotos d'aquesta obra · Carregueu una nova foto d'aquesta obra                          |
| Leones de la Plaza de Castilla (Oviedo)                      | Aquesta obra escultòrica estava anteriorment situada a l'entrada a l'autopista de Castella, però el Ministeri de l'Exèrcit va cedir, a 1970, a l'Ajuntament d'Oviedo, qui ho va traslladar a la plaça de Castella el 1971. | Florencio Muñiz Uribe 1971                                   | bronze                                                 | darrere del carrer Pérez de la Sala 43° 21′ 24″ N, 5° 51′ 14″ O / 43.356601°N,5.853954°O                                                                  |      | Leones de la Plaza de Castilla · Vegeu més fotos d'aquesta obra · Carregueu una nova foto d'aquesta obra                      |
| Monumento al Teniente Coronel Teijeiro                       | Es tracta de la imatge d'un soldat de l'exèrcit espanyol vestit amb la indumentària reglamentària. El model per a l'obra va ser el seu propi fill José Manuel, a qui se li esculpeix amb rostre impersonal, per representar a tots els soldats. | Francisco Asorey 1952                                        | pedra                                                  | Es va desmuntar per qüestions de "memòria històrica". |      | Carregueu una nova foto d'aquesta obra                                                                                        |
| Mural (Francisco Fresno)                                     | Es tracta d'un suport de fibra d'alumini, que l'artista ha pintat de negre i posteriorment ha esquinçat amb esquerdes. | Francisco Fresno 1992                                        | fibra d'alumini                                        | Edificio polivalent del govern regional del Principat d'Astúries (c/ Coronel Aranda) 43° 21′ 33″ N, 5° 51′ 21″ O / 43.359248°N,5.855794°O                 |      | Carregueu una nova foto d'aquesta obra                                                                                        |
| Bust d'Isabel II a Oviedo                                    | El bust es fongué al Taller de Fosa de la Fàbrica d'Armes de Trubia, sent la primera obra d'aquest tipus que es realitzava en la esmentada fosa. | Francisco Pérez del Valle 1846                               | bronze                                                 | Carrer Ramón y Cajal 43° 21′ 42″ N, 5° 50′ 45″ O / 43.361776°N,5.845864°O                                                                                 |      | Isabel II · Vegeu més fotos d'aquesta obra · Carregueu una nova foto d'aquesta obra                                           |
| Armando Palacio Valdés (escultura)                           | L'obra es va inaugurar l'any 1953 perquè se celebrava el centenari del naixement del literat asturià Armando Palacio Valdés, i que havia estat nomenat Fill Adoptiu d'Oviedo per l'Ajuntament d'Oviedo en 1926 | Gerardo Zaragoza 1953                                        | bronze                                                 | Campo de San Francisco |      | Armando Palacio Valdés · Vegeu més fotos d'aquesta obra · Carregueu una nova foto d'aquesta obra                              |
| Fray Benito Feijoo (escultura)                               | L'obra està situada just de manera que està mirant la façana que té les finestres de la cel·la on va residir des de 1709 fins a la seva mort, Benito Jerónimo Feijoo, monjo benedictí, que va ser catedràtic de Teologia a la Universitat d'Oviedo de 1710 a 1739, en el llavors convent de Sant Vicent i que encara es conserva amb força fidelitat al casalot, que ara fa de Museu Arqueològic Provincial d'Oviedo. | Gerardo Zaragoza 1953                                        | pedra                                                  | Plaça Feijoo 43° 21′ 47″ N, 5° 50′ 32″ O / 43.363015°N,5.842146°O                                                                                         |      | Fray Benito Jerónimo · Carregueu una nova foto d'aquesta obra                                                                 |
| Monumento a Plácido Álvarez-Buylla                           | Amb el monument es va tractar d'homenatjar el doctor Plácido Álvarez Buylla Godino, fill predilecte d'Oviedo. | Gerardo Zaragoza 1972                                        | bronze                                                 | Plaça Carbayón 43° 21′ 47″ N, 5° 50′ 51″ O / 43.363105°N,5.847452°O                                                                                       |      | Plácido Álvarez Buylla · Vegeu més fotos d'aquesta obra · Carregueu una nova foto d'aquesta obra                              |
| Sagrado Corazón de Jesús (escultura)                         | L'obra tracta d'emular el que s'havia aixecat a Rio de Janeiro. | Gerardo Zaragoza i Rafael Rodríguez Urrusti 1980             | pedra                                                  | Cim del Naranco 43° 23′ 06″ N, 5° 51′ 50″ O / 43.385031°N,5.863852°O                                                                                      |      | Sagrado Corazón de Jesús · Vegeu més fotos d'aquesta obra · Carregueu una nova foto d'aquesta obra                            |
| Jardín de los Reyes Caudillos                                | L'obra representa en el seu interior les figures dels dotze Reis d'Oviedo, que recorren la història del Principat, des Pelayo a Alfons III. | Gerardo Zaragoza, Víctor Hevia i Manuel Álvarez Laviada 1942 | pedra                                                  | Carrer Águila 43° 21′ 47″ N, 5° 50′ 37″ O / 43.363152°N,5.843632°O                                                                                        |      | Jardín de los Reyes · Vegeu més fotos d'aquesta obra · Carregueu una nova foto d'aquesta obra                                 |
| Sin título                                                   | És una obra d'uns quatre metres d'alçada, cinquanta centímetres de diàmetre i tres-cents quilos, de les que es classifiquen entre les de gran mida, que tant caracteritzen a Herminio. | Herminio Álvarez (escultor) 2001                             | fusta de castanyer                                     | Vestíbul de l'Auditori Príncep Felip, junt a uno dels finastrons que dona al carrer Pérez de la Sala 43° 21′ 27″ N, 5° 51′ 03″ O / 43.357494°N,5.850865°O |      | Sin título · Carregueu una nova foto d'aquesta obra                                                                           |
| Caballo (escultura)                                          | L'estàtua, representa un cavall que podria qualificar-se de "grecollatí" per la seva figura estilitzada i la seva empenta, amb morro estirat, gropa eriçada i potes musculoses. | Iñigo Muguerza 2001                                          | bronze                                                 | Centre Equestre El Asturcón 43° 25′ 29″ N, 5° 52′ 37″ O / 43.424819°N,5.876809°O                                                                          |      | Carregueu una nova foto d'aquesta obra                                                                                        |
| Vendedor de pescado (escultura)                              | L'obra representa un típic venedor de peix, i està formada per la figura d'un home a la gatzoneta, el qual es troba al costat d'una caixa rectangular, plena de peix. | José Antonio García Prieto 1996                              | bronze                                                 | Plaça Trascorrales 43° 21′ 38″ N, 5° 50′ 39″ O / 43.360505°N,5.844247°O                                                                                   |      | El vendedor de pescado · Vegeu més fotos d'aquesta obra · Carregueu una nova foto d'aquesta obra                              |
| Monumento a Ramón Pérez de Ayala                             | Aquesta escultura es tracta d'un homenatge de la ciutat d'Oviedo a l'escriptor i periodista oventense Ramón Pérez de Ayala. | José Antonio Nava Iglesias 1980                              | pedra i bronze                                         | Passeig Antonio García Oliveros (El Campillín) 43° 21′ 31″ N, 5° 50′ 39″ O / 43.358730°N,5.844031°O                                                       |      | Ramón Pérez de Ayala · Vegeu més fotos d'aquesta obra · Carregueu una nova foto d'aquesta obra                                |
| Monumento a los Hacendistas asturianos                       | El monument està constituït per un grup de blocs de pedra constituint un homenatge als grans economiseas asturians. | José Antonio Nava Iglesias 1980                              | pedra                                                  | Carrer Alférez Provisional. 43° 21′ 35″ N, 5° 51′ 16″ O / 43.359730°N,5.854518°O                                                                          |      | Monunmento a los Economistas y Hacendistas Asturianos · Carregueu una nova foto d'aquesta obra                                |
| Homenaje a Simón Bolívar                                     | A 1983 se celebrava el bicentenari del naixement de Simón Bolívar, l'obra és part dels events de la commemoració. | José Antonio Nava Iglesias 1983                              | pedra                                                  | El Campallín 43° 21′ 32″ N, 5° 50′ 36″ O / 43.358802°N,5.843338°O                                                                                         |      | Simón Bolívar · Vegeu més fotos d'aquesta obra · Carregueu una nova foto d'aquesta obra                                       |
| La Dama del balcón                                           | L'escultura, que mesura uns dos metres i mig, va ser adquirida per la Societat del Cinturó Verd d'Oviedo, que la va donar posteriorment a la ciutat. | José Antonio Nava Iglesias 2002                              | marbre                                                 | Parc Oest 43° 21′ 44″ N, 5° 52′ 23″ O / 43.362351°N,5.872938°O                                                                                            |      | Dama del balcón · Carregueu una nova foto d'aquesta obra                                                                      |
| Monumento a Rafael del Riego                                 | Es un petit bust en homenatge al defensor de la Constitució de 1812. | José Antonio Nava Iglesias 1993                              | bronze                                                 | Plaça de Rafael del Riego 43° 21′ 41″ N, 5° 50′ 45″ O / 43.361326°N,5.845778°O                                                                            |      | General Rafael del Riego · Vegeu més fotos d'aquesta obra · Carregueu una nova foto d'aquesta obra                            |
| José Rodríguez Fernández (escultura)                         | Es tracta d'una escultura erigida en record de José Rodríguez Fernández, l'industrial i important benefactor asturià, més conegut per "Pepín Rodríguez". | Josep Clarà i Ayats 1940                                     | bronze                                                 | Camino Real (Colloto) 43° 22′ 37″ N, 5° 48′ 08″ O / 43.376835°N,5.802206°O                                                                                |      | Carregueu una nova foto d'aquesta obra                                                                                        |
| Bust de Guillermo Schulz                                     | Bust de bronze esculpit en homenatge a l'enginyer de mines Guillermo Schulz, que fou traslladat de la plaça de Rafael del Riego a la seua actual ubicació, al carrer Independencia. | José Gragera Herboso 1898reubicada al 1993                   | bronze                                                 | Entrada Facultat d'Enginyers de Mines (C/ Independencia) 43° 21′ 53″ N, 5° 51′ 19″ O / 43.364657°N,5.855180°O                                             |      | Guillermo Schulz · Vegeu més fotos d'aquesta obra · Carregueu una nova foto d'aquesta obra                                    |
| La Pensadora (escultura)                                     | José Luis Fernández va tallar en fusta, en petites dimensions una escultura a la que va cridar "Mujer Sentada", i que va estar exposada a Oviedo en l'exposició "José Luis Fernández. 30 anys d'escultura". Aquesta obra pot considerar com l'antecedent d'aquesta l'escultura que es troba a prop del Teatre Campoamor. | José Luis Fernández (escultor) 1968/1976                     | bronze                                                 | Carrer Argüelles. 43° 21′ 46″ N, 5° 50′ 51″ O / 43.362849°N,5.847468°O                                                                                    |      | La Pensadora · Vegeu més fotos d'aquesta obra · Carregueu una nova foto d'aquesta obra                                        |
| Sin título                                                   | La seua actual ubicació no és l'original que es trobava a la intersecció entre la bifurcació esquerra de la carretera AS-232, direcció Sant Claudi, i la ramificació dreta, direcció al concejo de Les Regueres, el qual representava un punt de trobada. | José Luis Fernández (escultor) 1982                          | formigó                                                | Part ovetense del pont dels Gallegs, Les Regueres, Oviedo. 43° 22′ 59″ N, 5° 55′ 50″ O / 43.383020°N,5.930681°O                                           |      | Sin título · Carregueu una nova foto d'aquesta obra                                                                           |
| Monumento a las víctimas del terrorismo (1968-2007)          | Xapat d'estructura d'acer inoxidable auto-portant en granit negre intens, amb la gravació per raig de sorra dels noms de les víctimes del terrorisme des del seu inici en 1968 fins a l'any 2007, un total de 1500 noms en aquest moment; el conjunt escultòric es completa amb una enorme "Mà de Fàtima" de color blanc, feta amb fresadora de control numèric en marbre travertí. | José Luis Sánchez Planes 2007                                | granit i marbre travertí                               | Plaça Ángel González (poeta) 43° 21′ 58″ N, 5° 51′ 57″ O / 43.366132°N,5.865700°O                                                                         |      | Monumento a las víctimas del terrorismo (1968-2007) · Vegeu més fotos d'aquesta obra · Carregueu una nova foto d'aquesta obra |
| Asturias (escultura)                                         | L'obra, de grans dimensions, tracta de ser un homenatge al Principat d'Astúries, per la qual cosa s'utilitza en ella elements característics de l'activitat industrial asturiana, com és el carbó. | José Noja Ortega 1991                                        | carbó i acer                                           | Carrer Uría, front la estación conjunta Renfe-Feve 43° 21′ 58″ N, 5° 51′ 17″ O / 43.366163°N,5.854654°O                                                   |      | Asturias · Vegeu més fotos d'aquesta obra · Carregueu una nova foto d'aquesta obra                                            |
| Monument al General Elorza                                   | El monument està compost pel bust del General que està col·locat davant de la intersecció de dos canons que formen una aspa i davant del bust una piràmide d'artilleria. | Josep Piquer i Duart 1923                                    | bronze                                                 | Fàbrica d'Armes de Trubia 43° 20′ 57″ N, 5° 58′ 11″ O / 43.349202°N,5.969804°O                                                                            |      | General Elorza · Carregueu una nova foto d'aquesta obra                                                                       |
| Francisco Franco (escultura)                                 | Aquest Monument a Francisco Franco està format per tres punts tos focals. En els laterals es presenten sengles escultures que representen a Neptú i Apol·lo, déus del mar i del sol respectivament. Neptú se situa a la dreta de les escalinates, se'l veu recorrent el mar en un dofí. Per la seva banda Apol·lo, recorre el cel mirant cap al sol. Al centre de la composició, sobre un elevat pedestal, la deessa Hera, esposa de Zeus, reina dels Déus. Al pedestal sobre el qual descansa la figura de la deessa, un disc en bronze amb l'efígie de Francisco Franco. | Juan de Ávalos y Taborda 2003                                | bronze                                                 | Plaça de España 43° 21′ 39″ N, 5° 51′ 09″ O / 43.360711°N,5.852637°O                                                                                      |      | Francisco Franco · Vegeu més fotos d'aquesta obra · Carregueu una nova foto d'aquesta obra                                    |
| Monument a Jovellanos                                        | Les traces del monument foren remeses des de Madrid a la Junta General per l'arquitecte Juan de Villanueva. Va ser el primer monument públic dedicat a un particular a Espanya. | Juan de Villanueva 1798                                      | pedra                                                  | Carrer Jovellanos. 43° 21′ 49″ N, 5° 50′ 33″ O / 43.363527°N,5.842573°O                                                                                   |      | Monumento a Gaspar Melchor de Jovellanos · Vegeu més fotos d'aquesta obra · Carregueu una nova foto d'aquesta obra            |
| Esperanza caminando                                          | Representa a una estudiant que camina de manera distreta mentre llegeix un llibre i subjecta una llibreta i una carpeta, amb una gran calma. Pot ser un simbolisme de la tradició universitària de la ciutat. | Julio López Hernández 1930                                   | bronze                                                 | Front el Teatro Campoamor 43° 21′ 45″ N, 5° 50′ 53″ O / 43.362629°N,5.847978°O                                                                            |      | Esperanza caminando · Vegeu més fotos d'aquesta obra · Carregueu una nova foto d'aquesta obra                                 |
| A la Toná                                                    | Escultura homenatge al cantant Juanín de Mieres Juan Menéndez Muñiz i a la tonada en general. | José Antonio García Prieto 1999                              | bronze                                                 | Carrer Ángel Cañedo 43° 22′ 09″ N, 5° 50′ 09″ O / 43.369303°N,5.835726°O                                                                                  |      | A la Toná · Vegeu més fotos d'aquesta obra · Carregueu una nova foto d'aquesta obra                                           |
| Vida (escultura)                                             | És una escultura simbòlica, que segueix un estil figuratiu i purista. | Luis Sanguino 1999                                           | bronze                                                 | Plaça Donantes de Sangre (barri de Pumarín) 43° 22′ 00″ N, 5° 50′ 45″ O / 43.366804°N,5.845939°O                                                          |      | Vida · Vegeu més fotos d'aquesta obra · Carregueu una nova foto d'aquesta obra                                                |
| Libertad (escultura)                                         | La peça (és una còpia de la que Sanguino feu als Estats Units, amb la qual pretenia substituir l'Estàtua de la Llibertat, que a ell no li agradava, i que va anomenar "Freedom") té sobre un pedestal la figura que representa un home nu que trenca les seves cadenes en saltar trencant d'aquesta manera amb l'esclavitud i donant un pas cap endavant expressió de la seva llibertat. | Luis Sanguino 1999                                           | bronze                                                 | Avinguda Fundación Príncipe de Asturias 43° 21′ 55″ N, 5° 51′ 24″ O / 43.365186°N,5.856565°O                                                              |      | Libertad · Vegeu més fotos d'aquesta obra · Carregueu una nova foto d'aquesta obra                                            |
| Paz (escultura)                                              | L'obra mostra a una dona nua que llança a l'aire cinc coloms, amb la qual cosa es vol simbolitzar la pau que tracta de promoure el guardó a la Concòrdia dels Premis Príncep d'Astúries. | Luis Sanguino 1999                                           | bronze                                                 | Avinguda Fundación Príncipe de Asturias 43° 21′ 56″ N, 5° 51′ 23″ O / 43.365453°N,5.856256°O                                                              |      | Paz · Vegeu més fotos d'aquesta obra · Carregueu una nova foto d'aquesta obra                                                 |
| Luis Riera Posada (escultura)                                | L'estàtua està situada en el que va ser el lloc favorit de Luis Riera. Es presenta a l'alcalde assegut en un banc, en una postura que podria qualificar-se de característica d'aquest singular polític asturià. Al seu costat es mostren per costat una guia d'Oviedo i d'altre, un exemplar del diari d'Oviedo El Carbayón. | Manuel García Linares 2008                                   | bronze                                                 | Plaça de l'església de San Juan el Real 43° 21′ 53″ N, 5° 51′ 02″ O / 43.364838°N,5.850666°O                                                              |      | Luis Riera Posada · Vegeu més fotos d'aquesta obra · Carregueu una nova foto d'aquesta obra                                   |
| ¡Adiós Cordera! (escultura)                                  | Es tracta d'un conjunt format per la figura d'un nen i una nena abraçats a una vaca, que representa el famós conte de Leopoldo Alas "Clarín", del mateix nom "¡Adiós, Cordera!". | Manuel García Linares 2002                                   | bronze                                                 | Plaça General Ordóñez 43° 21′ 42″ N, 5° 51′ 12″ O / 43.361765°N,5.853410°O                                                                                |      | ¡Adiós Cordera! · Vegeu més fotos d'aquesta obra · Carregueu una nova foto d'aquesta obra                                     |
| La lechera (escultura)                                       | Es tracta d'una obra homenatge a les dones que fins als anys setanta del passat segle XX treballaven com lleteres. | Manuel García Linares 1996                                   | bronze                                                 | Plaça Trascorrales 43° 21′ 39″ N, 5° 50′ 38″ O / 43.360886°N,5.843934°O                                                                                   |      | La lechera · Vegeu més fotos d'aquesta obra · Carregueu una nova foto d'aquesta obra                                          |
| Mujer sentada (escultura)                                    | L'escultura està signada per l'autor a 1930, tot i que no va ser instal·lada en la seva ubicació fins 1996, col·locant-se davant del casalot de la Universitat amb la finalitat de commemorar la fi de les obres de remodelació de diversos carrers del nucli històric i del centre d'Oviedo. | Manuel Martínez Hugué 1930 inaugurada al1996                 | bronze                                                 | Carrer San Francisco. 43° 21′ 43″ N, 5° 50′ 46″ O / 43.362028°N,5.846175°O                                                                                |      | Mujer sentada · Vegeu més fotos d'aquesta obra · Carregueu una nova foto d'aquesta obra                                       |
| Silla del Rey                                                | És un banc o canapè de pedra, inicialment es va instal·lar a l'antiga carretera a Galícia (avui carrer de Fuertes Acevedo), encara que posteriorment es va traslladar a l'avinguda d'Itàlia, al Campo de San Francisco. | Manuel Reguera 1776                                          | pedra                                                  | Carrer Silla del Rey 43° 21′ 38″ N, 5° 51′ 46″ O / 43.360478°N,5.862777°O                                                                                 |      | Silla del Rey · Vegeu més fotos d'aquesta obra · Carregueu una nova foto d'aquesta obra                                       |
| Guisandera                                                   | La composició representa una dona entre fogons i una nena que mira atenta seves evolucions i consells. | María Luisa Sánchez-Ocaña 2000                               | bronze                                                 | Carrer Gascona 43° 21′ 52″ N, 5° 50′ 42″ O / 43.364315°N,5.844896°O                                                                                       |      | Guisandera · Vegeu més fotos d'aquesta obra · Carregueu una nova foto d'aquesta obra                                          |
| Asturcones (escultura)                                       | Es tracta d'un grup format per tres asturcons de mida natural, situats arran de terra, per crear un ambient de proximitat amb els ciutadans. | Manuel Valdés Blasco 2005                                    | bronze                                                 | Plaça de la Escandalera 43° 21′ 43″ N, 5° 50′ 51″ O / 43.361974°N,5.847487°O                                                                              |      | Asturcones · Vegeu més fotos d'aquesta obra · Carregueu una nova foto d'aquesta obra                                          |
| La Torera (escultura)                                        | L'estàtua, d'estil realista i mida natural, és un homenatge a Josefa Carril, popular fotògrafa que vivia a Oviedo i treballava amb el seu marit, Antonio Hernández, fotografiant en aquest parc a la burgesia de l'època, en el mateix lloc on s'ha col·locat el monument. | Mauro Álvarez Fernández 2002                                 | bronze                                                 | Avinguda d'Itàlia del Campo de San Francisco. 43° 21′ 44″ N, 5° 50′ 59″ O / 43.362228°N,5.849850°O                                                        |      | La Torera · Vegeu més fotos d'aquesta obra · Carregueu una nova foto d'aquesta obra                                           |
| Violinista (escultura)                                       | L'estàtua està erigida per ser un complement a l'Auditori Príncep Felip, el qual es va construir per millorar les dotacions musicals de la ciutat, homenatjant amb ella a la música, simbolitzada en la figura d'un violinista. | Mauro Álvarez Fernández 1997                                 | bronze                                                 | Plaça de la Gesta, front l'Auditori Príncep Felip 43° 21′ 27″ N, 5° 51′ 05″ O / 43.357499°N,5.851517°O                                                    |      | Violinista · Vegeu més fotos d'aquesta obra · Carregueu una nova foto d'aquesta obra                                          |
| La Regenta (escultura)                                       | Es tracta d'una estàtua a grandària lleugerament superior al natural, situada directament sobre el paviment, amb una placa als peus. És un homenatge al personatge i a l'obra en general del gran literat Leopoldo Alas "Clarín". | Mauro Álvarez Fernández 1997                                 | bronze                                                 | Plaça de Alfonso II, el Cast. 43° 21′ 44″ N, 5° 50′ 40″ O / 43.362124°N,5.844513°O                                                                        |      | La Regenta · Vegeu més fotos d'aquesta obra · Carregueu una nova foto d'aquesta obra                                          |
| Construcción para un encuentro                               | Es tracta d'obra composta per diversos arcs entrecreuats d'acer corten amb sis potes sobre les quals recolzar-se, que s'eleva fa a penes del sòl, sobre una plataforma, de pedra calcària blanca, com un templet, amb la seva ombra impresa al sòl, tallada en marbre negre. | Mayte Alonso 2008                                            | acer corten                                            | Passeig de La Losa de Renfe (Oviedo). 43° 21′ 49″ N, 5° 51′ 31″ O / 43.363636°N,5.858520°O                                                                |      | Construcción para un encuentro · Vegeu més fotos d'aquesta obra · Carregueu una nova foto d'aquesta obra                      |
| Francisco Pintado Fe (escultura)                             | L'obra representa la cara de l'enginyer i al pedestal, sobre el qual està col·locat, es llegeix la següent llegenda: «Francisco Pintado Fe, ilustre ingeniero de minas, prestigioso investigador e hijo adoptivo de Asturias, Junio 1994». | Miguel Álvarez Fernández 1994                                | bronze                                                 | Carrer Independencia 43° 21′ 53″ N, 5° 51′ 19″ O / 43.364717°N,5.855198°O                                                                                 |      | Francisco Pintado · Carregueu una nova foto d'aquesta obra                                                                    |
| Monumento al roble                                           | | Miguel Álvarez Fernández 2003                                | acer corten                                            | Plaça de Gabino Díaz Merchán, en la Florida 43° 22′ 07″ N, 5° 52′ 05″ O / 43.368732°N,5.868169°O                                                          |      | Monumento al roble · Vegeu més fotos d'aquesta obra · Carregueu una nova foto d'aquesta obra                                  |
| Torso de Fruela I (escultura)                                | Està instal·lada sobre un alt pedestal i és representativa de l'anomenada "escultura desmuntable", ja que està composta per diverses peces que encaixen i s'acoblen a la perfecció. | Miguel Ortiz Berrocal 1998                                   | bronze                                                 | Confluència dels Carrers Conde de Toreno i General Yagüe 43° 21′ 44″ N, 5° 51′ 10″ O / 43.362240°N,5.852890°O                                             |      | Torso de Fruela · Vegeu més fotos d'aquesta obra · Carregueu una nova foto d'aquesta obra                                     |
| El diestro (escultura)                                       | Es tracta del tors d'un torero i forma part d'una sèrie feta per Miguel Berrocal, que és un artista molt aficionat al món de la tauromàquia. | Miguel Ortiz Berrocal 1972                                   | bronze                                                 | Carrer Palacio Valdés 43° 21′ 48″ N, 5° 50′ 56″ O / 43.363431°N,5.848933°O                                                                                |      | El diestro · Vegeu més fotos d'aquesta obra · Carregueu una nova foto d'aquesta obra                                          |
| Dolores Medio (escultura)                                    | Es tracta d'un bust, de dimensions més grans que les naturals, de l'escriptora Oviedo Dolors Medio(1911-1996). | Javier Morrás 2003                                           | bronze                                                 | Plaça de Dolores Medio (barrio de La Argañosa) 43° 21′ 49″ N, 5° 52′ 08″ O / 43.363673°N,5.868939°O                                                       |      | Dolores Medio · Vegeu més fotos d'aquesta obra · Carregueu una nova foto d'aquesta obra                                       |
| Menina (Orlando Pelayo)                                      | L'obra original va ser creada l'any 1979, a partir d'una figureta de plastilina, amb el traçat i esgrafiat que avui podem observar, després pel sistema de "cera perduda" es va passar a bronze. | Orlando Pelayo 2005                                          | bronze                                                 | Avinguda Pepe Cosmen 1 43° 22′ 04″ N, 5° 51′ 09″ O / 43.367805°N,5.852449°O                                                                               |      | Menina · Vegeu més fotos d'aquesta obra · Carregueu una nova foto d'aquesta obra                                              |
| Ernesto Winter Blanco (escultura)                            | L'obra escultòrica consisteix en una talla realitzada en el tronc d'un arbre sense vida, donant una profunda expressivitat en tots els trets tallats, simbolitzant l'existència de la vida, l'esperança, l'impuls a l'acció fins i tot en la matèria que sembla més inert, com ara un tronc moribund. La talla presenta la signatura de l'autor. | Pablo Maojo 1990                                             | fusta                                                  | Jardins de la Fundació Docent de Miners Asturians (Avinguda Pando) 43° 22′ 29″ N, 5° 50′ 48″ O / 43.374691°N,5.846723°O                                   |      | Carregueu una nova foto d'aquesta obra                                                                                        |
| San Juan Bautista (escultura)                                | Aquesta obra escultòrica, que curiosament és l'única dedicada a aquest sant a la capital asturiana, realment és una reproducció en bronze d'una altra, l'original, tallada en pedra. | Pilar Fernández Carballedo 2012                              | bronze                                                 | Església de San Juan el Real 43° 21′ 54″ N, 5° 51′ 02″ O / 43.364978°N,5.850584°O                                                                         |      | San Juan Bautista · Vegeu més fotos d'aquesta obra · Carregueu una nova foto d'aquesta obra                                   |
| Santiago Peregrino (escultura)                               | L'obra és de petites dimensions, sent una reducció en bronze d'una peça original tallada en pedra. | Pilar Fernández Carballedo 2009                              | bronze                                                 | Rotonda de la avinguda de La Florida 43° 22′ 04″ N, 5° 52′ 30″ O / 43.367698°N,5.875014°O                                                                 |      | Santiago Peregrino · Vegeu més fotos d'aquesta obra · Carregueu una nova foto d'aquesta obra                                  |
| Mendigo con perros (escultura)                               | L'escultura que està sobre un ampli pedestal de pedra, representa un vell captaire (que recolza la seva mà dreta en un bastó mentre l'altra mà la utilitza per pidolar) abillat amb una vella i rosegada jaqueta americana i uns pantalons amb genolleres, tot i la qual cosa porta corbata i arrugat barret; el qual està acompanyat per dos gossos Rufo i el seu company, els quals eren uns gossos molt populars a la ciutat d'Oviedo en els anys 80 del segle xix. | Rafael Rodríguez Urrusti 1995                                | ferro                                                  | Plaça Pedro Miñor 43° 21′ 48″ N, 5° 51′ 57″ O / 43.363327°N,5.865712°O                                                                                    |      | Mendigo con perros · Vegeu més fotos d'aquesta obra · Carregueu una nova foto d'aquesta obra                                  |
| San Mateo (escultura)                                        | L'obra, donada per l'artista a la seva ciutat, ens presenta Sant Mateu, autor del primer Evangeli, i sant que presideix la festa principal d'Oviedo. | Rafael Rodríguez Urrusti 1996                                | ferro                                                  | Carrer San Mateo 43° 21′ 16″ N, 5° 50′ 30″ O / 43.354388°N,5.841723°O                                                                                     |      | San Mateo · Vegeu més fotos d'aquesta obra · Carregueu una nova foto d'aquesta obra                                           |
| Murales de las estación de Renfe (Oviedo)                    | Es tracta d'un conjunt de murals. Cada mural té un tema diferent, encara que tots estan lligats a aspectes de la vida, la indústria i les activitats pròpies d'Astúries. | Rafael Rodríguez Urrusti 1980                                | ferro                                                  | «Hall» de l'antiga estació de Renfe (estació conjunta Renfe-Feve), al final del carrer Uría 43° 21′ 59″ N, 5° 51′ 17″ O / 43.366351°N,5.854771°O          |      | Murales de las estación de Renfe · Carregueu una nova foto d'aquesta obra                                                     |
| Homenaje a Marino Lejarreta                                  | En l'escultura el ciclista apareix amb el mallot groc, color amb el qual es premia els que guanyen aquesta carrera. | Rafael Rodríguez Urrusti 2003                                | ferro                                                  | la Manzaneda (a 6 km d'Oviedo). 43° 18′ 45″ N, 5° 49′ 29″ O / 43.312544°N,5.824806°O                                                                      |      | Homenaje a Marino Lejarreta · Carregueu una nova foto d'aquesta obra                                                          |
| Calamón (escultura)                                          | Urrusti va representar en la seva obra aquest ocell amb un grotesc aspecte, desmanegat, gairebé còmic. | Rafael Rodríguez Urrusti 2000                                | ferro                                                  | La Manzaneda (a 6 km d'Oviedo). 43° 18′ 42″ N, 5° 49′ 38″ O / 43.311767°N,5.827327°O                                                                      |      | Calamón · Carregueu una nova foto d'aquesta obra                                                                              |
| Ismael Fuente (escultura)                                    | L'homenatjat es presenta recolzat en un llibre i una ploma, i del conjunt sembla que sorgeix una reproducció de la Creu dels Àngels, que gran simbolisme a Oviedo. | Rafael Rodríguez Urrusti 1995                                | ferro                                                  | Parc Ismael Fuente |      | Carregueu una nova foto d'aquesta obra                                                                                        |
| XX Trobada mundial de peñas barcelonistas (escultura)        | Aquesta escultura sembla un homenatge a la celebració de la XX Trobada mundial de penyes barcelonistes, que l'any 1996 va tenir lloc a Oviedo. | Rafael Rodríguez Urrusti 1996                                | ferro                                                  | Passeig Antonio García Oliveros 43° 21′ 30″ N, 5° 50′ 36″ O / 43.358446°N,5.843288°O                                                                      |      | XX Trobada mundial de peñas barcelonistas · Carregueu una nova foto d'aquesta obra                                            |
| 60º Congreso A.I.P.S. y José Miguel Cano Secades (escultura) | 'Ajuntament d'Oviedo va voler, en situar l'escultura al Campillín recordar la celebració, que va tenir lloc a 1997, del 60è Congrés Mundial de l'Associació de Periodistes Esportius (AIPS), la qual es va reunir a la ciutat de Oviedo, amb representants de 92 països dels cinc continents. | Rafael Rodríguez Urrusti 1997                                | ferro                                                  | Passeig Antonio García Oliveros 43° 21′ 32″ N, 5° 50′ 38″ O / 43.358900°N,5.843906°O                                                                      |      | 60º Congreso A.I,P.S. y José Miguel Cano Secades · Vegeu més fotos d'aquesta obra · Carregueu una nova foto d'aquesta obra    |
| La Espiga                                                    | Aquesta peça és una donació de la Universitat Nacional Autònoma de Mèxic(la qual havia rebut el Premis Príncep d'Astúries d'Humanitats l'any 2009) a l'Ajuntament d'Oviedo, amb la intenció de remarcar la presència del que representa la universitat mexicana a Espanya. | Rufino Tamayo 2010                                           | acer al carbó                                          | La Losa (la «losina) front l'estació ferroviària de Renfe 43° 21′ 58″ N, 5° 51′ 15″ O / 43.366226°N,5.854195°O                                            |      | Carregueu una nova foto d'aquesta obra                                                                                        |
| Bust de Juan Antonio Álvarez Rabanal                         | L'obra representa el bust d'aquest sacerdot lleonès, qui fou rector de la parròquia de Nostra Senyora de Covadonga d'Oviedo entre 1974 i 2001, i qui fou molt popular per ser l'impulsor de la creació d'un equip de futbol parroquial que acabaria convertint-se en el Club Esportiu Covadonga. | Soraya Cartategui 2004                                       | bronze                                                 | Carrer de Juan Antonio Álvarez Rabanal. 43° 22′ 29″ N, 5° 49′ 53″ O / 43.374595°N,5.831357°O                                                              |      | Busto de Juan Antonio Álvarez Rabanal · Vegeu més fotos d'aquesta obra · Carregueu una nova foto d'aquesta obra               |
| Hombre sobre delfín (escultura)                              | Aquesta escultura està signada i numerada per l'artista català, i és la tercera d'una sèrie de nou, l'original està datat a 1974, moment en la carrera de Dalí, en el qual l'autor busca noves tècniques expressives per a la seva imaginació. A 1982 es va fondre en bronze amb pàtina que li dona un to verd. | Salvador Dalí 1999                                           | bronze                                                 | Plaça dels Ferroviarios de Oviedo. 43° 21′ 59″ N, 5° 51′ 20″ O / 43.366370°N,5.855548°O                                                                   |      | Hombre sobre delfín · Vegeu més fotos d'aquesta obra · Carregueu una nova foto d'aquesta obra                                 |
| La bailarina (escultura)                                     | Es tracta d'una escultura recolzada sobre una peanya, en la qual es veu una dona executant un pas de dansa. | Santiago de Santiago 2011                                    | bronze polit                                           | Cantó esquerre del Teatro Campoamor amb el carrer Diecienueve de Julio. 43° 21′ 46″ N, 5° 50′ 53″ O / 43.362778°N,5.848120°O                              |      | La bailarina · Vegeu més fotos d'aquesta obra · Carregueu una nova foto d'aquesta obra                                        |
| Mavi                                                         | Representa el cos d'una jove asseguda, que subjecta amb una de les seves mans el cap i els cabells, i tapa alhora la seva cara, L'altra mà està agafant una de les seves cames a l'altura de la canyella. | Santiago de Santiago 1994                                    | Pedra volcànica                                        | Font de la Plaça Longoria Carbajal 43° 21′ 52″ N, 5° 50′ 54″ O / 43.364480°N,5.848459°O                                                                   |      | Mavi · Vegeu més fotos d'aquesta obra · Carregueu una nova foto d'aquesta obra                                                |
| Amigos (escultura)                                           | L'escultura representa un home i una dona nus presos de les mans en una actitud afectuosa, de gran afectivitat. | Santiago de Santiago 1993                                    | bronze                                                 | Plaça Juan XXIII 43° 21′ 48″ N, 5° 50′ 44″ O / 43.363322°N,5.845481°O                                                                                     |      | Amigos · Vegeu més fotos d'aquesta obra · Carregueu una nova foto d'aquesta obra                                              |
| Monumento a Arturo Fernández                                 | L'obra es va dur a terme per encàrrec de l'Ajuntament d'Oviedo, que va decidir aixecar una escultura en honor de l'actor Arturo Fernández (nascut a Gijón, el 1930). | Santiago de Santiago 1999                                    | bronze                                                 | Priañes 43° 22′ 36″ N, 5° 58′ 11″ O / 43.376584°N,5.969755°O                                                                                              |      | Carregueu una nova foto d'aquesta obra                                                                                        |
| La gitana                                                    | Es tracta d'una còpia moderna, de mida més gran que l'original, que es va dur a terme després de la mort de l'escultor, a petició de l'associació de sidreries del carrer Gascona, també conegut com “Bulevard de la sidra”, a l'Ajuntament d'Oviedo un cop va adquirir els drets de reproducció de deu obres del cèlebre escultor, entre les quals es trobava aquesta. | Sebastián Miranda y Pérez-Herce 2005                         | bronze                                                 | Carrer Gascona 43° 21′ 50″ N, 5° 50′ 38″ O / 43.363798°N,5.843879°O                                                                                       |      | La gitana · Vegeu més fotos d'aquesta obra · Carregueu una nova foto d'aquesta obra                                           |
| La pescadera                                                 | Realment l'estàtua és una reproducció, en bronze fos a la cera perduda, d'una obra de menor grandària que era una de les deu escultures que conformaven un lot d'escultures de Sebastián Miranda adquirit per l'Ajuntament d'Oviedo. La còpia en escaiola es va realitzar després de morir el seu autor. | Sebastián Miranda y Pérez-Herce 2005                         | bronze                                                 | la Plaça Trascorrales 43° 21′ 38″ N, 5° 50′ 39″ O / 43.360492°N,5.844195°O                                                                                |      | La pescadera · Vegeu més fotos d'aquesta obra · Carregueu una nova foto d'aquesta obra                                        |
| Concierto gitano                                             | És una reproducció augmentada (tres vegades i mitja) de l'original que es va fer a marbre blanc per col·locar-lo en l'interior del Auditori Príncep Felip a Oviedo, que es titula "Música", i signatura de l'autor. | Sebastián Miranda y Pérez-Herce 1999                         | bronze                                                 | Carrer Comandante Caballero 43° 21′ 36″ N, 5° 51′ 30″ O / 43.359939°N,5.858428°O                                                                          |      | Concierto gitano · Carregueu una nova foto d'aquesta obra                                                                     |
| La Encarna con chiquilín                                     | Es tracta d'una còpia moderna que es va realitzar pòstumament per part de l'Ajuntament d'Oviedo un cop pagats tots els drets sobre aquesta i altres obres de Sebastián Miranda. La còpia és més gran que l'original, i ve a ser un homenatge a la maternitat. | Sebastián Miranda y Pérez-Herce 1955                         | bronze                                                 | Carrer Uría amb Marqués de Santa Cruz, al costat del Campo de San Francisco 43° 21′ 42″ N, 5° 50′ 53″ O / 43.361725°N,5.848184°O                          |      | La Encarna con chiquilín · Vegeu més fotos d'aquesta obra · Carregueu una nova foto d'aquesta obra                            |
| La Maternidad en la Florida                                  | L'estàtua és una rèplica a gran grandària d'una altra obra de Sebastián Miranda y Pérez-Herce, La Encarna amb Chiquilín, que està ubicada a la mateixa ciutat de Oviedo, col·locada al Campo de San Francisco, a la cantonada entre Uría i el carrer Marquès de Santa Cruz. | Sebastián Miranda y Pérez-Herce 2010                         | bronze                                                 | Plaça Carlos Osoro Sierra (Arzobispo), barri de la Florida 43° 21′ 30″ N, 5° 55′ 11″ O / 43.358375°N,5.919842°O                                           |      | La Maternidad en la Florida · Carregueu una nova foto d'aquesta obra                                                          |
| Monumento a Woody Allen                                      | Peça d'estil hiperrealista que capta l'esperit de l'artista americà captivat i sorprès per la ciutat d'Oviedo, en la qual es barregen el medieval i l'urbà. | Vicente Menéndez Santarúa 2003                               | bronze                                                 | Carrer Milicias Nacionales 43° 21′ 47″ N, 5° 50′ 59″ O / 43.362980°N,5.849638°O                                                                           |      | Woody Allen · Vegeu més fotos d'aquesta obra · Carregueu una nova foto d'aquesta obra                                         |
| Busto de Manolo Avello                                       | Es tracta d'un bust de considerables dimensions, col·locat sobre una peanya de pedra. | Vicente Menéndez Santarúa 2003                               | bronze                                                 | Campo de San Francisco. 43° 21′ 44″ N, 5° 51′ 06″ O / 43.362332°N,5.851599°O                                                                              |      | Manolo Avello · Vegeu més fotos d'aquesta obra · Carregueu una nova foto d'aquesta obra                                       |
| Monumento al Marqués de Santa Cruz                           | Es gtracta d'un bust de petites dimensions. | Vicente Menéndez Santarúa 1984                               | bronze                                                 | Carrer Marqués de Santa Cruz de Marcenado 43° 21′ 39″ N, 5° 50′ 57″ O / 43.360944°N,5.849146°O                                                            |      | Marqués de Santa Cruz · Carregueu una nova foto d'aquesta obra                                                                |
| Monumento a Juan Pablo II                                    | Figura hiperrealista, representant Joan Pau II com un caminant, fent referència al l passeig que durant la seva visita a Astúries va realitzar pels Pics d'Europa, paisatge que es representa a l'escultura per les llambordes del paviment. | Vicente Menéndez Santarúa 2006                               | bronze marí                                            | Plaça Juan Pablo II 43° 22′ 17″ N, 5° 51′ 08″ O / 43.371319°N,5.852342°O                                                                                  |      | Juan Pablo II · Vegeu més fotos d'aquesta obra · Carregueu una nova foto d'aquesta obra                                       |
| Palomas (escultura)                                          | Es tracta d'una escultura formada per tres coloms de formes arrodonides i proporcions considerables que estan representades en diferents moments del seu desplaçament en volar, la qual cosa dona al conjunt una certa mobilitat i produeix un efecte d'unicitat. | Vicente Vázquez Canónico 1998                                | bronze                                                 | Font de la Plaça de Luis Ruiz de la Peña. 43° 22′ 14″ N, 5° 50′ 16″ O / 43.370556°N,5.837705°O                                                            |      | Palomas · Carregueu una nova foto d'aquesta obra                                                                              |
| Amor y Dolor (escultura)                                     | Realment les escultures són dues còpies que l'autor va dur a terme de part del monument als herois de la guerra del Francès (encarregada per Ajuntament de Tarragona, en memòria dels defensors de la ciutat del setge del general Suchet, a 1811), que l'escultor Julio Antonio va fer per Tarragona. | Víctor Hevia Granda 1925                                     | pedra                                                  | Passeig de los Álamos (Campo de San Francisco) 43° 21′ 45″ N, 5° 50′ 58″ O / 43.362439°N,5.849537°O                                                       |      | Amor y Dolor · Carregueu una nova foto d'aquesta obra                                                                         |
| Estàtua del rei Alfons II d'Astúries                         | L'escultura presenta cisellada sobre la pedra la següent inscripció: "ALFONSO II/REY/DE/ASTURIAS/791 - 842" | Víctor Hevia Granda 1942                                     | pedra                                                  | Carrer Águila |      | Alfonso II · Vegeu més fotos d'aquesta obra · Carregueu una nova foto d'aquesta obra                                          |
| Lápida al Cabo Noval                                         | Làpida de marbre, en la que es pot veure relleu el rostre del militar emmarcat en una bandera onejant, i sota ella, una fulla de llorer símbol de l'honor que mereixia el soldat. | Víctor Hevia Granda 1910                                     | marbre                                                 | Façana de la casa nº 12 del carrer Santa Susana. |      | Carregueu una nova foto d'aquesta obra                                                                                        |
| Doctor Julián Clavería                                       | És representat de jove, informalment vestit, en actitud de passar els fulls d'un llibre que sosté entre les seves mans. | Víctor Hevia Granda 1944                                     | pedra                                                  | Carrer Emilio Rodríguez Vigil 43° 21′ 21″ N, 5° 52′ 02″ O / 43.355715°N,5.867145°O                                                                        |      | Doctor Julián Clavería · Vegeu més fotos d'aquesta obra · Carregueu una nova foto d'aquesta obra                              |
| Làpida de Fermín Canella Secades                             | La placa, feta en pedra presenta esculpit el relleu del perfil d'aquest insigne asturià, i el flanqueja per la Creu de la Victòria i l'escut de les Universitat. A més la placa presenta en els laterals externs unes columnes que recorden els del palau de Ramir I. | Víctor Hevia Granda 1926                                     | pedra                                                  | Carrer Fruela nº9 |      | Carregueu una nova foto d'aquesta obra                                                                                        |
| Alegorías al Trabajo y las Artes                             | Es tracta de dos grans figures, una masculina, que està dedicada a la indústria i una altra, la femenina, dedicada a les arts. | Víctor Hevia Granda 1915-1920                                | pedra                                                  | façana principal de l'edifici de la Junta General del Principat (c/ Fruela). 43° 21′ 41″ N, 5° 50′ 52″ O / 43.361519°N,5.847771°O                         |      | Alegorías al Trabajo y las Artes · Vegeu més fotos d'aquesta obra · Carregueu una nova foto d'aquesta obra                    |
| Busto a Juan Rodríguez Muñiz                                 | L'obra tracta de retre homenatge a tots els mestres particulars que han ajudat a engrandir les mires i els coneixements de tants alumnes al llarg del temps. | Víctor Hevia Granda 1927                                     | marbre                                                 | Campo de San Francisco 43° 21′ 43″ N, 5° 51′ 01″ O / 43.362002°N,5.850280°O                                                                               |      | Juan Rodríguez Muñiz · Vegeu més fotos d'aquesta obra · Carregueu una nova foto d'aquesta obra                                |
| Monumento al cabo Luis Noval                                 | Es tracta d'un mausoleu en honor d'aquest soldat heroic. | Víctor Hevia Granda 1911                                     | Pedra                                                  | Cementeri de El Salvador 43° 28′ 23″ N, 5° 49′ 48″ O / 43.47318°N,5.829964°O                                                                              |      | Monumento al cabo Luis Noval · Carregueu una nova foto d'aquesta obra                                                         |
| Monumento a José Tartiere                                    | està compost per un conjunt de figures, una de bronze (la que representa José Tartiere y Lenagre, més gran que el natural, assegut en una cadira, sobre un pedestal de pedra, al qual accedeix pujant un joc d'escales), obra de Víctor Hevia; i altres en pedra (les figures de quatre treballadors, que representen les diferents indústries d'importància per a Astúries en què Tartiere Lenegre participar com a fundador, disposades en parelles a banda i banda de la figura d'Tartiere, en sengles pedestals), que són obra de Manuel Álvarez Laviada.              | Víctor Hevia Granda i Manuel Álvarez Laviada 1933            | bronze i pedra                                         | Passeig de los Álamos, Campo de San Francisco 43° 21′ 42″ N, 5° 50′ 55″ O / 43.361776°N,5.848495°O                                                        |      | José Tartiere Lenegre · Vegeu més fotos d'aquesta obra · Carregueu una nova foto d'aquesta obra                               |
| Monumento a Leopoldo Alas "Clarín"                           | El disseny del conjunt és de Manuel Álvarez Laviada, qui va idear una petita plaça amb una font que envoltaria la peça principal, a la part posterior apareix esculpida una figura femenina amb poca roba, mentre que a la part davantera es col·locaria el bust de Leopoldo Alas, obra aquest últim de Víctor Hevia. | Víctor Hevia Granda i Manuel Álvarez Laviada 1931            | pedra                                                  | Campo de San Francisco 43° 21′ 39″ N, 5° 50′ 58″ O / 43.360855°N,5.849332°O                                                                               |      | Leopoldo Alas "Clarín" · Vegeu més fotos d'aquesta obra · Carregueu una nova foto d'aquesta obra                              |
| Monumento al General Sabino Fernández Campo                  | El bust de bronze, realitzat a la "Fundición Yunta", va ser costejat per donacions privades i particulars, i és característic de l'obra de Víctor Ochoa, qui va poder comptar amb el mateix Fernández Campo com a model. | Víctor Ochoa 1997                                            | bronze                                                 | Passeig de los Álamos del Campo de San Francisco 43° 21′ 46″ N, 5° 51′ 01″ O / 43.362850°N,5.850279°O                                                     |      | General Sabino Fernández Campo · Vegeu més fotos d'aquesta obra · Carregueu una nova foto d'aquesta obra                      |
| Monumento a Ricardo Vázquez Prada                            | és un homenatge, fet pels seus amics de professió, després de la seua mort, a la figura del periodista asturià Ricardo Vázquez-Prada Blanco, | Víctor Ochoa 1991                                            | metall                                                 | Jardins junt l'estadi de futbol Carlos Tartiere. 43° 21′ 40″ N, 5° 52′ 19″ O / 43.361142°N,5.871967°O                                                     |      | Ricardo Vázquez Prada · Vegeu més fotos d'aquesta obra · Carregueu una nova foto d'aquesta obra                               |
| Alfareros (escultura)                                        | Himenatge al treball d'aquests artistes en la localitat de Faro. | desconegut 1982                                              |                                                        | Faro, concejo de Oviedo 43° 21′ 21″ N, 5° 47′ 41″ O / 43.355873°N,5.794755°O                                                                              |      | Carregueu una nova foto d'aquesta obra                                                                                        |
| Pieza de lava de Volvic                                      | Peça de lava de Volvic, utilitzada per celebrar el agermanament d'Oviedo i Clermont-Ferrand | desconegut 1991                                              | lava de Volvic                                         | Plaça España 43° 21′ 32″ N, 5° 51′ 13″ O / 43.359015°N,5.853673°O                                                                                         |      | Pieza de lava de Volvic · Carregueu una nova foto d'aquesta obra                                                              |
| Cañones del parque San Pedro de los Arcos (Oviedo)           | Els canons estan fets de bronze, fosos en Sevilla, durant el regnat de Felip V, al segle xviii. | desconegut segle xviii                                       | bronze                                                 | Prop de l'església de San Pedro de los Arcos. 43° 22′ 02″ N, 5° 51′ 26″ O / 43.367235°N,5.857263°O                                                        |      | Cañones del parque San Pedro de los Arcos · Carregueu una nova foto d'aquesta obra                                            |
| Escultura al ingeniero Enrique Lafuente                      | És un gran i irregular bloc de pedra, amb una placa de metall aproximadament al centre. | desconegut desconeguda                                       | pedra                                                  | Espai ajardinat situat junt a la autopista A-8. 43° 21′ 57″ N, 5° 50′ 28″ O / 43.3659528°N,5.84114444°O                                                   |      | Ingeniero Enrique Lafuente · Carregueu una nova foto d'aquesta obra                                                           |
| Placa de Sir Neville Marriner                                | Placa en homenatge al violinista i director de orquestra Sir Neville Marriner (Lincoln, Anglaterra, 15 d'abril de 1924). | autor desconegut desconeguda                                 | bronze                                                 | Interior Auditori Prícep Felip, Plaça de la Gesta |      | Carregueu una nova foto d'aquesta obra                                                                                        |